# Anomocentris
Anomocentris är ett släkte av fjärilar. Anomocentris ingår i familjen mätare.
Kladogram enligt Catalogue of Life:
| Anomocentris | \| \| Anomocentris capnoxutha \| \| \| \| \| \| Anomocentris crystallota \| \| \| \| \| \| Anomocentris trissodesma \| \| \| \| |
|              | \| \| Anomocentris capnoxutha \| \| \| \| \| \| Anomocentris crystallota \| \| \| \| \| \| Anomocentris trissodesma \| \| \| \| |
|              | Anomocentris capnoxutha |
|              | |
|              | Anomocentris crystallota |
|              | |
|              | Anomocentris trissodesma |
|              | |